# Hotel Sheraton (Tirana)

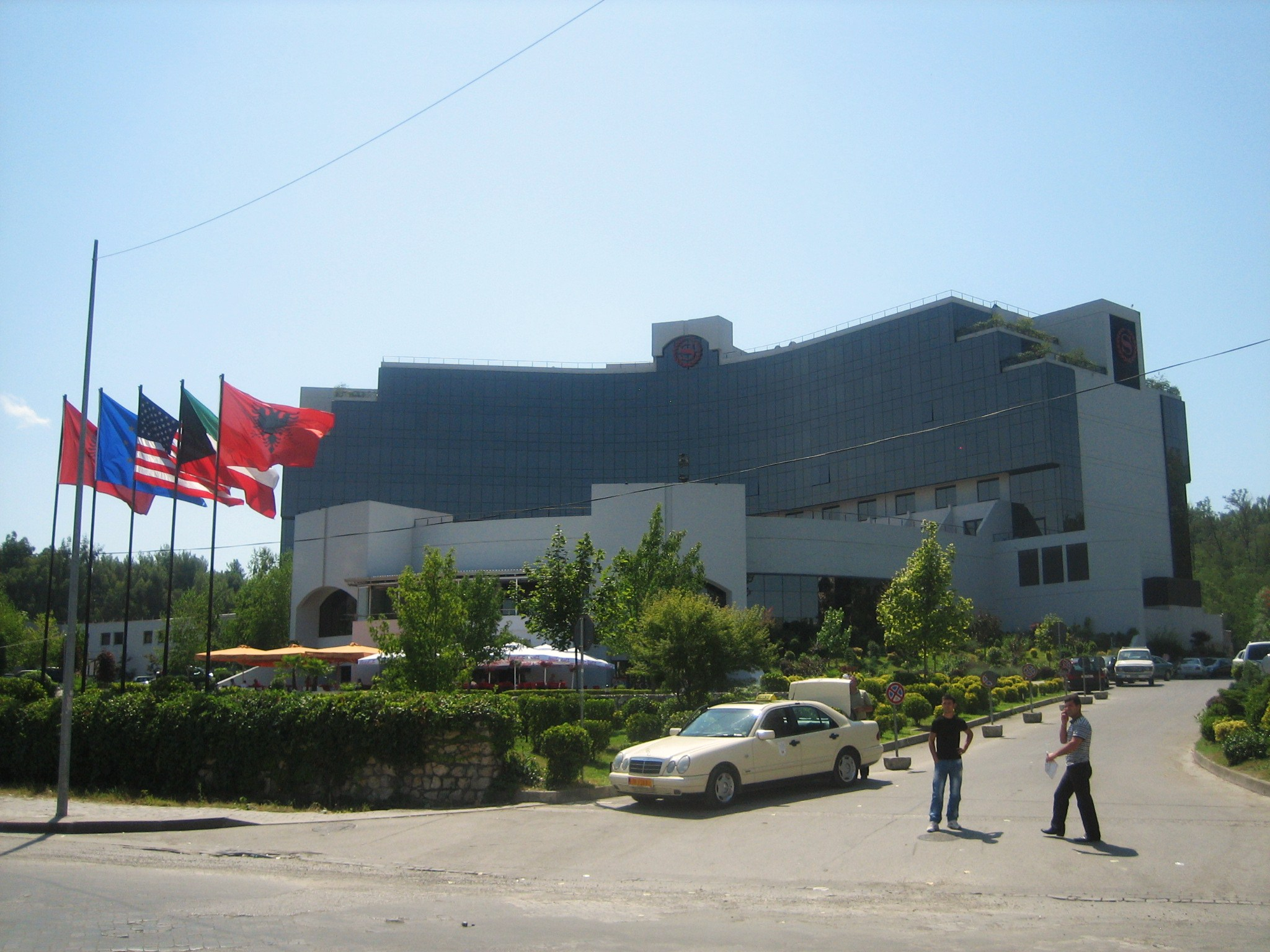
Das Hotelgebäude im Jahr 2009

Das Sheraton Tirana Hotel war ein im Jahr 2003 eröffnetes Hotel im Zentrum der albanischen Hauptstadt Tirana, das bis Ende 2017 von der Sheraton-Gruppe betrieben wurde. Zuletzt trug es die Namen Mak Albania Hotel und Kastrati Hotel & Towers Tirana, wird aber meist als ish-Sheraton (ehemaliges Sheraton) bezeichnet. 
Im gleichen Gebäudekomplex war auch eine Ladenpassage mit Kino untergebracht.

## Lage

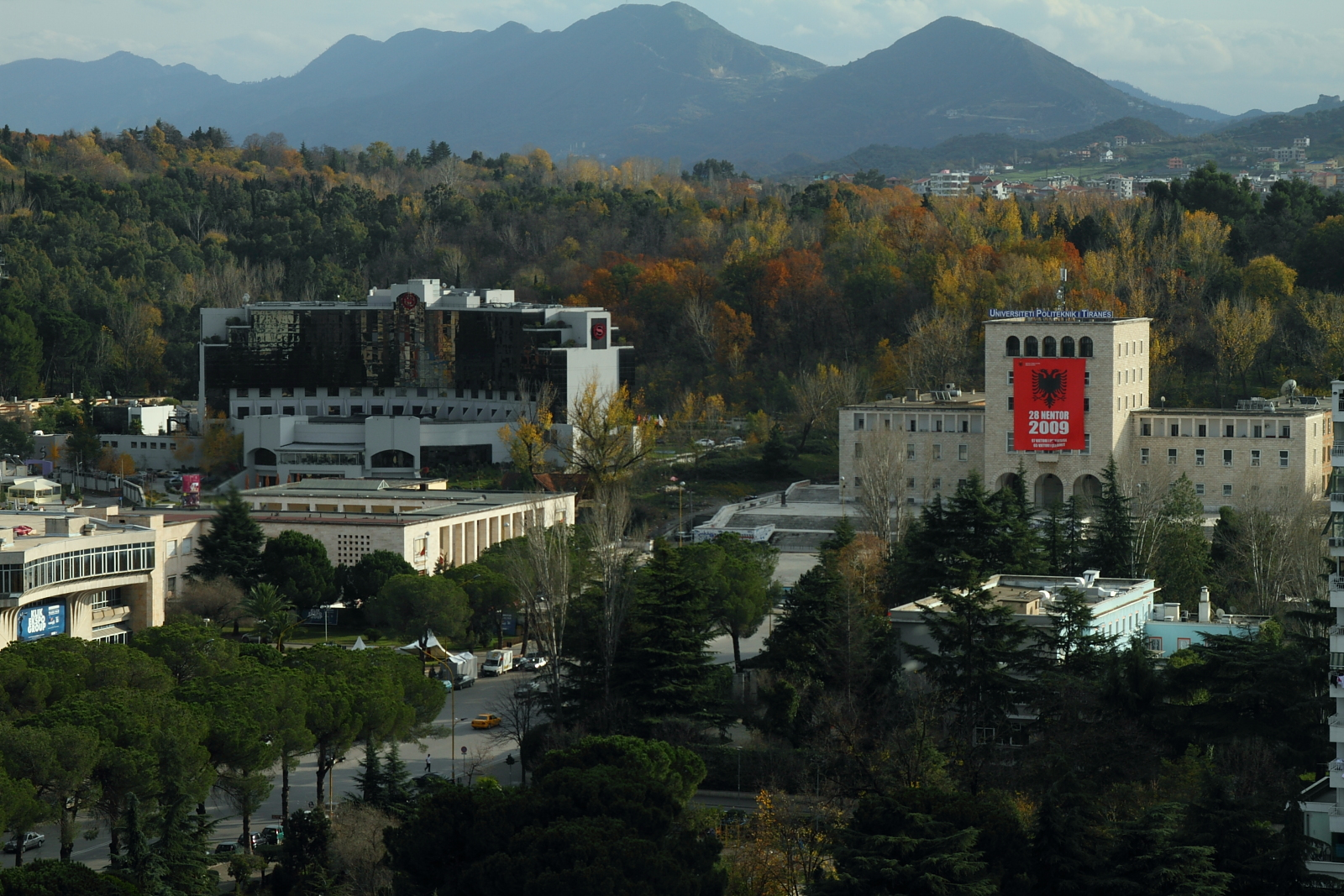
Das Hotel neben dem Universitätsgebäude und dem Großen Park im Hintergrund

Der Hotelbau liegt am nördlichen Rand des Großen Parks von Tirana am Italia-Platz. Nachbargebäude sind das Air Albania Stadium im Norden, das Hauptgebäude der Universität Tirana im Westen sowie das Archäologische Museum im Nordwesten. Östlich stehen zudem einzelne Wohnblöcke.

## Ausstattung
Das Hotel gehörte zu den besseren Häusern der Stadt und hat 151 Zimmer. Es verfügte über ein Schwimmbad, Bars, ein Restaurant, ein Fitnesscenter, ein Thai-Massage-Bereich und Konferenzräume mit einer Gesamtkapazität von rund 500 Plätzen. Das Gebäude hat acht Stockwerke und ist rund 30 Meter hoch.

## Betrieb und Pläne nach 2017
Da sich die Marriott-Gruppe als Betreiberin des Hotels und Mak Albania als Eigentümerin und Erbauerin des Gebäudekomplexes nicht auf eine Verlängerung des Mietvertrags einigen konnten, wurde das Sheraton-Hotel per Ende 2017 geschlossen. Mak Albania wolle das Gebäude verkaufen. Marriott beklagte, dass die Qualität des Gebäudes nicht mehr den Anforderungen für ein Sheraton entspräche.
Im März 2018 wurde der Verkauf des Hotels an die Firma Kastrati für € 30 Millionen bekanntgegeben. Während Mariott im benachbarten Stadion den Arena Center Tower bezieht, beabsichtigen Kastrati und Hyatt die Erweiterung und Renovierung des ehemaligen Sheraton-Hotels zu einem aufgefrischten Luxushotel. Die Bauarbeiten waren 2021 im Gange, das Hotel 2022 geschlossen.